# Мари, Энцо
Энцо Мари (27 апреля 1932 года — 19 октября 2020 года) — итальянский художник-модернист и дизайнер мебели, оказавший существенное влияние на многие поколения промышленных дизайнеров.

## Биография
Мари родился в Новаре и учился в Академии Брера в Милане с 1952 по 1956 год.
Он черпал вдохновение в идеализме движения декоративно-прикладного искусства и в своих прокоммунистических политических взглядах.
С 1956 года специализировался на промышленном дизайне и создал более 2000 работ. В 1960-х годах Энцо Мари опубликовал серию книг, включая «Яблоко и бабочка», книгу иллюстраций, изображающую историю гусеницы и яблока без какого-либо текста.
В 1970-х годах, будучи профессором Гуманитарного общества Милана (ит.), основал художественное движение Nuova Tendenza. В том же десятилетии он разработал стулья Sof Sof и Box. В 1974 году Энцо Мари создал книгу под названием «Твой дизайн», в которой рассказывается о создании мебели своими руками. В 1980-х он разработал модернистское кресло Tonietta.
Мари преподавал в Пармском университете, Академии Каррары и Миланском политехническом институте.
Многочисленные работы Мари были выставлены в нью-йоркском Музее современного искусства. У него были ретроспективные выставки в Турине [14] и важная презентация его работ на выставке во время 1-й Стамбульской биеннале дизайна. Кроме того, Триеннале в Милане демонстрирует дань уважения Мари.
Работы Мари всегда отличали простота, практичность и в то же время стиль, красота и актуальность.
Он пожертвовал архив своих проектов городу Милану с условием, что тот не будет выставлен на показ в течение 40 лет.